# Víctor Barrio
Víctor Barrio Hernanz (* 29. Mai 1987 in Grajera, Segovia; † 9. Juli 2016 in Teruel) war ein spanischer Stierkämpfer.

## Karriere
Víctor Barrio arbeitete zunächst als Greenkeeper auf einem Golfplatz, parallel hierzu besuchte er die Stierkampfschule. Er hatte seinen ersten Stierkampf vor zahlendem Publikum im Sommer 2008. Seine formale Ernennung zum Matador, die sogenannte alternativa erfolgte am 8. April 2012. Hiernach war er nach den Regeln des Stierkampfes berechtigt, als Haupttorero gegen ausgewachsene Stiere zu kämpfen. Die ganz große Karriere machte er danach nicht, er galt als einer derjenigen, die in der Stierkampfmetropole Madrid gescheitert waren.

## Tödlicher Unfall in der Arena
Barrio starb am späten Nachmittag des 9. Juli 2016 im Alter von 29 Jahren in der Krankenstation der Arena von Teruel, nachdem er durch den 529 kg schweren Stier Lorenzo aufgespießt worden war. Hierbei durchbohrte ein Horn des Tieres einen Lungenflügel, Teile des Herzens sowie die Hauptschlagader. Er war der erste Stierkämpfer seit 1992 und der erste Matador seit 1985, der in Spanien bei einem Stierkampf getötet wurde. Der Stierkampf und somit auch der Zwischenfall wurden im Fernsehen live übertragen; in der Arena war neben mehreren Hundert Zuschauern auch Barrios Ehefrau, die spanische Journalistin Raquel Sanz, anwesend. Sie erlitt einen Schock.
Nachdem der Stier Barrio in der Arena so schwer verwundet hatte, dass Reanimationsmaßnahmen ohne Erfolg verliefen und in der Krankenstation nur noch der Tod des Stierkämpfers festgestellt werden konnte, tötete ein anderer Matador das Tier. Kurz nach dem tödlichen Zwischenfall beendete er das Leben von Lorenzo und schnitt ihm als Trophäe ein Ohr ab, wie die spanische Zeitung El Mundo berichtete. Nach Angaben der spanischen Zeitung El País sollte einer Stierkampf-Tradition zufolge die Mutterkuh des Stieres geschlachtet werden; die Tradition besage, dass ein Kampfstier die Statur seines Vaters, aber den Kampfgeist seiner Mutter erbe und es deshalb üblich sei, nach einem solchen Zwischenfall die Zuchtlinie zu beenden. Diese Berichterstattung führte unter anderem zu einer Petition, die die „Rettung“ der Mutterkuh forderte. Anderen Quellen zufolge war diese jedoch schon einige Tage vor dem Stierkampf aus Altersgründen geschlachtet worden.
Barrios Beerdigung fand, landesüblich, nur einen Tag später an dessen Wohnort Sepúlveda statt; hierbei erwiesen ihm Hunderte Menschen die letzte Ehre, zahlreiche Stierkämpfer erschienen. Spaniens Ministerpräsident Mariano Rajoy sowie König Felipe VI. und Königin Letizia schickten Beileidsbekundungen.

## Folgen
In den sozialen Medien überschütteten Stierkampfgegner aus der ganzen Welt Twitter und die Facebook-Seite von Barrio mit Kommentaren, in denen der verstorbene Torero häufig beschimpft und sein Tod gefeiert wurde. In anderen Beiträgen wurde das Unglück als „Berufsrisiko“ oder „Karma“ bezeichnet.
Die spanische Tierschutzpartei Partido Animalista Con el Medio Ambiente nahm den Vorfall zum Anlass, für eine umgehende Einstellung des Stierkampfes Position zu beziehen.